# منغالفيو بيدرو فيغويرو
منغالفيو بيدرو فيغويرو (بالبرتغالية: Mengálvio Pedro Figueiró‏) (مواليد 17 ديسمبر 1939) هو لاعب كرة قدم. يلعب مع منتخب البرازيل لكرة القدم. سبق له أن لعب في كأس العالم لكرة القدم مع منتخب بلاده.

## روابط خارجية
- منغالفيو بيدرو فيغويرو على موقع الاتحاد الدولي (مؤرشف)  (الإنجليزية)
- منغالفيو بيدرو فيغويرو على موقع الاتحاد الأوربي (الإنجليزية)
- منغالفيو بيدرو فيغويرو على موقع قاعدة بيانات كرة القدم.إي يو (الإنجليزية)
- منغالفيو بيدرو فيغويرو على موقع ناشيونال فوتبول تيمز (الإنجليزية)
- منغالفيو بيدرو فيغويرو على موقع عالم كرة القدم.نت (الإنجليزية)